# Vidosava Kovačević
Vidosava Kovačević cyr. Видосава Ковачевић (ur. 15 maja 1889 w Belgradzie, zm. 11 września 1913 tamże) – serbska malarka.

## Życiorys
Była jednym z szóstki dzieci polityka i historyka Ljubomira Kovačevicia i jego żony Draginji. W latach 1899–1905 uczyła się w Szkole dla Dziewcząt w Belgradzie, gdzie nauczycielem rysunku był malarz Rista Vukanović. Za jego radą od 1905 Vidosava kontynuowała naukę w Szkole Sztuk i Rzemiosł w Belgradzie. W latach 1906–1909 odbyła specjalny kurs z zakresu malarstwa. Działała w grupie artystów skupionych wokół Kosty Miličevicia i Any Marinković. W lutym 1912 wyjechała do Paryża, aby kontynuować swoją edukację. Przez kilka miesięcy uczęszczała do prywatnej szkoły Rossiego i do Académie Julien, aby we wrześniu 1915 złożyć aplikację do Akademii Sztuk Pięknych. Wśród 120 kandydatów znalazła się na ósmym miejscu i została przyjęta. W listopadzie 1912 powróciła do Belgradu, w związku ze śmiercią brata. Chora na gruźlicę wyjechała do Nicei na leczenie, ale wobec pogarszającego się stanu zdrowia powróciła do Belgradu, gdzie zmarła we wrześniu 1913.

## Twórczość
Twórczość Vidosavy Kovačević obejmuje zarówno pejzaże, jak i portrety. Malowała głównie członków rodziny i przyjaciół. Z pierwszego okresu twórczości (1905-1910) pochodzą głównie rysunki, akwarele i hafty. W drugim okresie twórczości, po 1910 i w czasie pobytu w Paryżu powstawały głównie dzieła naznaczone impresjonizmem i ekspresjonizmem. Większość jej prac zaginęła w czasie I wojny światowej, a część pozostawiła w Paryżu. Ocalałem prace artystki znajdują się w kolekcji Pavle Beljanskiego w Nowym Sadzie, w nowosadzkiej Galerii Maticy Srpskiej, a także w Muzeum Narodowym w Belgradzie. W 2019, w 130 rocznicę urodzin artystki w Nowym Sadzie otwarto wystawę jej prac.

## Wybrane dzieła

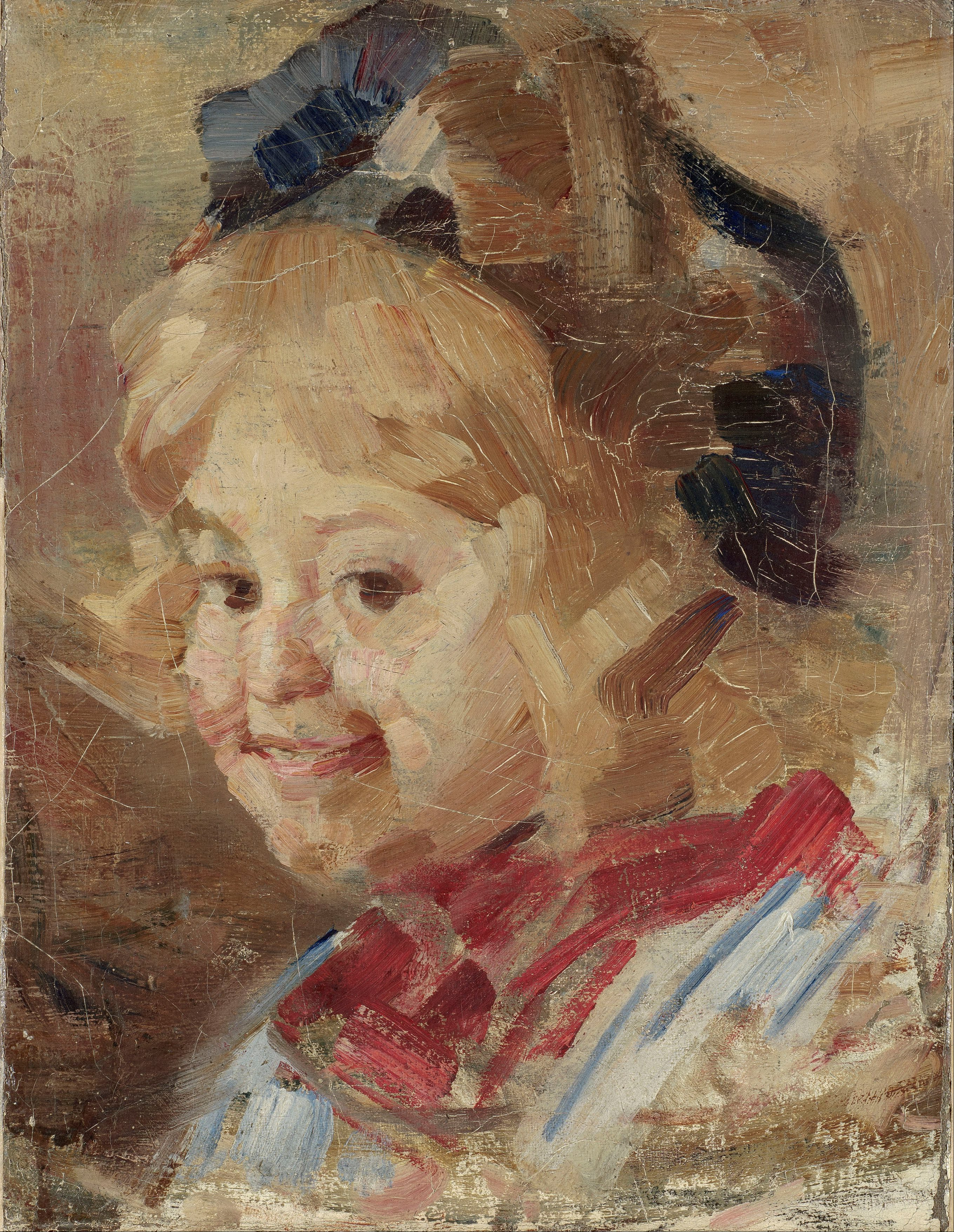
Portret dziewczynki
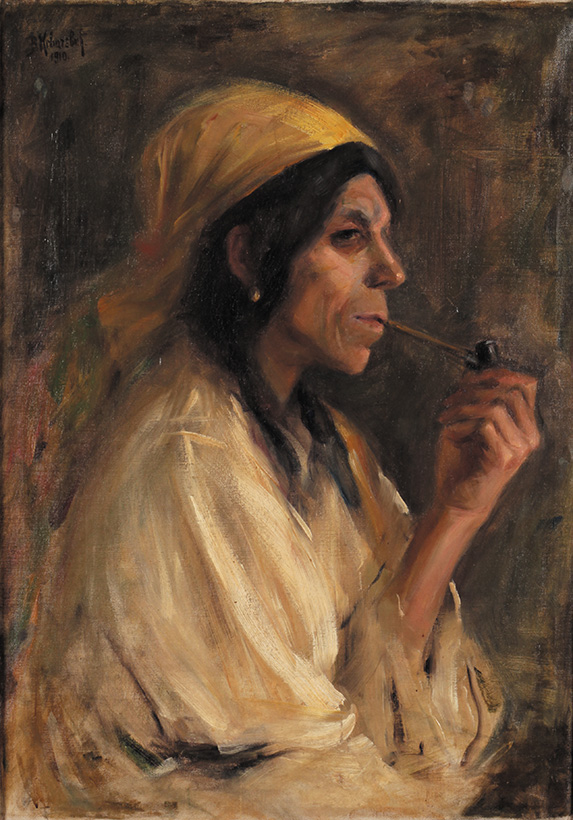
Cyganka